# Elegante pitta
De elegante pitta (Pitta elegans) is een vogelsoort uit de familie van pitta's (Pittidae). De soort is de moedersoort van twee nauw verwante soorten pitta's, de 
witkinornaatpitta (P. vigorsii) en de ornaatpitta (P. concinna) die lang als ondersoorten werden beschouwd.

## Kenmerken
De vogel is 19 cm lang en weegt 47 tot 77 gram. De vogel heeft een zwarte kop, dit zwart loopt door tot achter in de nek.Van boven is de vogel donkergroen met een turquois blauwe stuit en schoudervlek. Van onder is deze pitta kaneelkleurig, met midden op de buik een gedeeltelijk zwarte en gedeeltelijk scharlakenrode vlek. De streep boven het oog is egaal licht okerkleurig. De ogen zijn donkerbruin, de snavel is zwart en de poten zijn licht vleeskleurig tot roodachtig bruin.

## Verspreiding en leefgebied
De ornaatpitta is endemisch op de Kleine Soenda-eilanden en de Zuid-Molukken.
De soort telt drie ondersoorten:
- P. e. virginalis: Tanahjampea, Kalaotoa en Kalao (tussen Sulawesi en Flores).
- P. e. maria: Soemba.
- P. e. elegans: de eilanden tussen oostelijk Sulawesi en westelijk Nieuw-Guinea.

## Status
De grootte van de populatie is in 2022 geschat op 15.000-25.000 volwassen vogels. Er is geen aanleiding te veronderstellen dat de soort bedreigd wordt, daarom staat de elegante pitta als niet bedreigd op de Rode Lijst van de IUCN.